# 中野陣屋

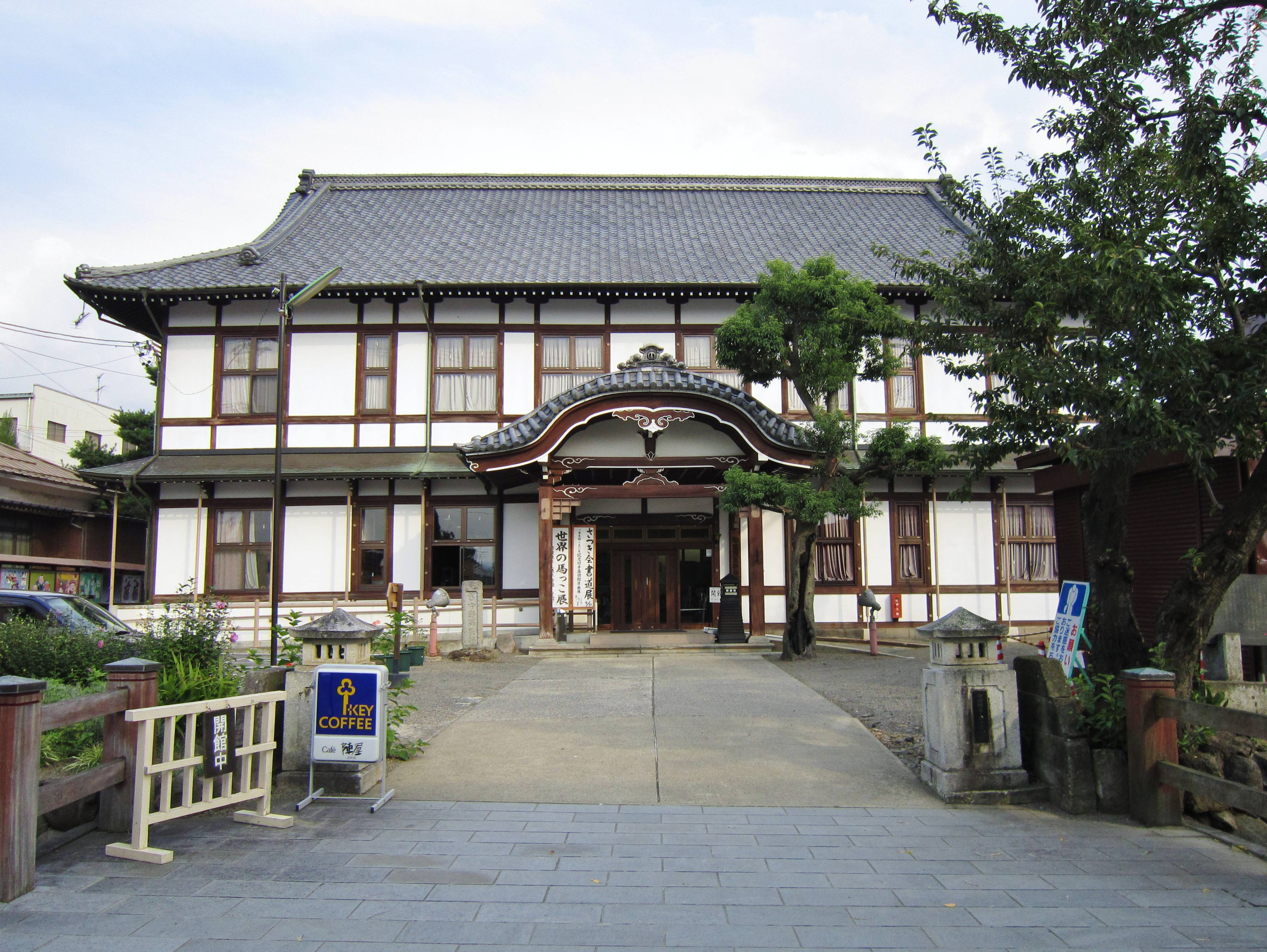
中野陣屋・県庁記念館

中野陣屋（なかのじんや）は長野県中野市にあった天領代官所（代官陣屋）のひとつ。建物は現存しない。跡地は中野陣屋・県庁記念館となっている。

## 沿革
- 元和2年（1616年）：松平忠輝改易に伴い、北信濃に天領が生じたため、中野村ほかに陣屋を置く。
- 元和4年（1618年）：旗本河野氏勝の知行地となる。
- 寛永20年（1643年）：河野氏利が蔵前取となり、再び天領となる。
- 天和2年（1682年）：坂木藩領となる。
- 元禄15年（1702年）：坂木藩廃藩により、再び天領となる。
- 享保9年（1724年）：北信濃の天領陣屋が統廃合され中野に一元化される。
- 慶應4年（1868年）：明治新政府により廃止され、尾張藩の取締役所となる。同年伊那県中野局となる。
- 明治3年（1870年）：中野県設置。中野騒動で中野県庁舎焼失。
- 明治4年（1871年）：長野県成立。

## 歴代代官一覧
| 代                                                     | 氏名                        | 任期                                     |
| ------------------------------------------------------ | --------------------------- | ---------------------------------------- |
| 1                                                      | 松平浄旦 松平清左衛門       | 元和2年（1616年） 〜 元和4年（1618年）   |
| 旗本領時代： 元和4年（1618年） 〜 寛永20年（1643年）   |                             |                                          |
| 2                                                      | 天羽七右衛門                | 寛永20年（1643年） 〜 天和2年（1682年）  |
| 坂木藩領時代： 天和2年（1682年） 〜 元禄15年（1702年） |                             |                                          |
| 3                                                      | 高谷太兵衛                  | 元禄15年（1702年）                       |
| 4                                                      | 平岡治郎右衛門              | 元禄16年（1703年） 〜 宝永3年（1706年）  |
| 5                                                      | 金丸又左衛門                | 宝永3年（1706年） 〜 宝永6年（1709年）   |
| 6                                                      | 金丸四郎兵衛                | 宝永6年（1709年） 〜 正徳3年（1713年）   |
| 7                                                      | 都筑小三郎                  | 正徳3年（1713年） 〜 享保元年（1716年）  |
| 8                                                      | 都筑藤十郎                  | 享保元年（1716年） 〜 享保5年（1720年）  |
| 9                                                      | 美濃部勘右衛門              | 享保5年（1720年） 〜 享保9年（1724年）   |
| 10                                                     | 松平九郎右衛門              | 享保9年（1724年） 〜 享保20年（1735年）  |
| 11                                                     | 大草太郎左衛門 室七郎右衛門 | 享保20年（1735年） 〜 元文元年（1736年） |
| 12                                                     | 鈴木平十郎                  | 元文元年（1736年） 〜 元文3年（1738年）  |
| 13                                                     | 大草太郎左衛門 室七郎右衛門 | 元文3年（1738年） 〜 元文4年（1739年）   |
| 14                                                     | 野呂猪右衛門                | 元文4年（1739年） 〜 延享元年（1744年）  |
| 15                                                     | 内藤重右衛門                | 延享元年（1744年） 〜 延享3年（1746年）  |
| 16                                                     | 小野三太夫                  | 延享3年（1746年） 〜 寛延2年（1749年）   |
| 17                                                     | 浅岡彦四郎                  | 寛延2年（1749年）                        |
| 18                                                     | 会田伊右衛門                | 寛延2年（1749年） 〜 宝暦4年（1754年）   |
| 19                                                     | 天野助治郎                  | 宝暦4年（1754年） 〜 宝暦8年（1758年）   |
| 20                                                     | 渡辺民部                    | 宝暦8年（1758年）                        |
| 21                                                     | 志村新左衛門                | 宝暦8年（1758年） 〜 宝暦11年（1761年）  |
| 22                                                     | 大野佐左衛門                | 宝暦11年（1761年） 〜 明和7年（1770年）  |
| 23                                                     | 島隼人 飯塚伊兵衛           | 明和7年（1770年）                        |
| 24                                                     | 臼井吉之丞                  | 明和7年（1770年） 〜 安永7年（1778年）   |
| 25                                                     | 岩出伊兵衛                  | 安永7年（1778年） 〜 安永9年（1780年）   |
| 26                                                     | 平岡彦兵衛 遠藤兵右衛門     | 安永9年（1780年）                        |
| 27                                                     | 原田清右衛門                | 安永9年（1780年） 〜 天明4年（1784年）   |
| 28                                                     | 久保平三郎                  | 天明4年（1784年） 〜 天明8年（1788年）   |
| 29                                                     | 守屋弥惣右衛門 竹垣三右衛門 | 天明8年（1788年）                        |
| 30                                                     | 風祭古明求馬                | 天明8年（1788年） 〜 寛政4年（1792年）   |
| 31                                                     | 河尻春之甚五郎              | 寛政4年（1792年） 〜 寛政7年（1795年）   |
| 32                                                     | 竹内平右衛門                | 寛政7年（1795年） 〜 寛政12年（1800年）  |
| 33                                                     | 上野四郎三郎                | 寛政12年（1800年） 〜 文化元年（1804年） |
| 34                                                     | 古橋隼人                    | 文化元年（1804年） 〜 文化6年（1809年）  |
| 35                                                     | 杉荘兵衛                    | 文化6年（1809年） 〜 文化12年（1815年）  |
| 36                                                     | 大草太郎右馬                | 文化12年（1815年） 〜 文政元年（1818年） |
| 37                                                     | 古山善吉                    | 文政元年（1818年） 〜 文政5年（1822年）  |
| 38                                                     | 矢島藤蔵                    | 文政5年（1822年） 〜 文政8年（1825年）   |
| 39                                                     | 大原四郎左衛門              | 文政8年（1825年） 〜 文政12年（1829年）  |
| 40                                                     | 井上五郎左衛門              | 文政12年（1829年） 〜 天保6年（1835年）  |
| 41                                                     | 鈴木半十郎                  | 天保6年（1835年） 〜 天保7年（1836年）   |
| 42                                                     | 大原左近                    | 天保7年（1836年）                        |
| 43                                                     | 小林藤之助                  | 天保7年（1836年） 〜 天保9年（1838年）   |
| 44                                                     | 岡本忠次郎                  | 天保9年（1838年） 〜 天保10年（1839年）  |
| 45                                                     | 北條雄之助                  | 天保10年（1839年） 〜 天保13年（1829年） |
| 46                                                     | 森親之助                    | 天保13年（1829年） 〜 弘化3年（1846年）  |
| 47                                                     | 高木清左衛門                | 弘化3年（1846年） 〜 安政2年（1855年）   |
| 48                                                     | 今川要作                    | 安政2年（1855年） 〜 安政5年（1858年）   |
| 49                                                     | 柴田善一郎                  | 安政5年（1858年） 〜 万延元年（1860年）  |
| 50                                                     | 木村董平                    | 万延元年（1860年）                       |
| 51                                                     | 鈴木正信源内                | 万延元年（1860年） 〜 文久2年（1862年）  |
| 52                                                     | 増田安兵衛                  | 文久2年（1862年） 〜 文久3年（1863年）   |
| 53                                                     | 三宅鑒作                    | 文久3年（1863年） 〜 元治元年（1864年）  |
| 54                                                     | 小川達太郎                  | 元治元年（1864年） 〜 慶應元年（1865年） |
| 55                                                     | 松本直一郎                  | 慶應元年（1865年） 〜 慶應4年（1868年）  |